# Неприменение первым
Неприменение первым — термин ядерной стратегии, означающий отказ государства от применения ядерного оружия, за исключением тех случаев, когда само государство подвергается ядерной агрессии. Первым государством, обязавшимся не применять ядерное оружие первым, стал Китай.

## Государства, заявившие о неприменении первым
- Индия
- Китай: Китайское руководство заявило, что в том случае, если США вмешаются в Китайско-тайваньский конфликт, то Китай ответит ядерным ударом по США.[1]
- КНДР
- СССР
- Россия, Украина, Беларусь, Казахстан[2]

## Государства, не заявившие о неприменении первым
- США
- Великобритания
- Израиль (Израиль не комментирует предположения о наличии у себя ядерного оружия, и, следовательно, не имеет официально объявленной доктрины его применения)
- Пакистан
- Франция

Курсивом выделены государства, оставляющие за собой право применения ядерного оружия против неядерных государств в случае агрессии с использованием обычных вооружений.